# 박물관역
박물관역(Gimhae National Museum station, 博物館驛)은 경상남도 김해시 내동에 위치한 부산-김해경전철의 역이다.

## 역명의 유래
역명은 인근 국립김해박물관에서 따왔다. 개통 전 가역명은 구봉역이었다.

### 승강장
2면 2선 상대식 승강장으로 운영 되며,승강장에는 스크린도어가 설치되어 있다.
| 수로왕릉↑ |
| \| 상     |
| ↓연지공원 |

| 상행 | ● 부산-김해 경전철 | 사상 방면   |
| 하행 | ● 부산-김해 경전철 | 가야대 방면 |

## 역 주변
- 국립김해박물관
- 김수로왕비릉(허황후릉)
- 창원지방법원 김해시법원
- 김해등기소
- 김해 문화의전당
- 교육관 가야누리
- 대성동고분군
- 대성동고분군 박물관
- 연지마을
- 홈플러스 김해점
- CGV김해점
- 경상남도 김해교육지원청
- 구봉초등학교
- 김해서중학교

## 인접한 역
| 부산-김해경전철       | 부산-김해경전철    | 부산-김해경전철         |
| --------------------- | ------------------ | ----------------------- |
| 17 수로왕릉 사상 방면 | ● 부산-김해 경전철 | 19 연지공원 가야대 방면 |